# Шрамы Дракулы
«Шрамы Дракулы» (англ. Scars of Dracula) — фильм ужасов 1970 года.

## Сюжет
Изо рта летучей мыши, склонившейся над прахом Дракулы, капает кровь и граф оживает.
Весёлый день рожденья Сары Фрамзенс (Дженни Хэйнли) уже подходит к концу, когда появляются двое помощников бургомистра (Боб Тодд), которые обвиняют друга Сары Пола (Кристофер Мэттьюз) в том, что он обесчестил дочь мэра. Пол прыгает в окно и оказывается прямо в карете. Испуганные лошади срываются с места и скрываются в ночи. После того, как Пол меняет кареты (он пересаживается в таинственную чёрную карету), он попадает в мрачный замок. Красивая девушка по имени Таня (Анушка Хемпель) приглашает его войти в замок. Несколько минут спустя он встречает хозяина: графа Дракулу, который предлагает Полу переночевать в замке. Искалеченный слуга графа Клов (Патрик Траутон) показывает Полу комнату, и уже через пару минут появляется Таня, чтобы разделить с ним комнату и постель. Здесь она открывает свой рот с острыми зубами и… На следующее утро Пол замечает, что граф заколол девушку.
Тем временем Сара и брат Пола Симон (Дэннис Уотерман) начинают его искать. Спустя какое-то время они попадают в замок, где их встречает Дракула. Он говорит, что видел Пола, но не знает, где он, и настаивает на том, чтобы они провели ночь в замке. Когда Сара засыпает, к ней в комнату прокрадывается Дракула, но его отпугивает крестик на шее у Сары. Клов, из любви к Саре, требует от неё ни в коем случае не снимать крестика. Когда на следующее утро Сара и Симон бегут, это переполняет чашу терпения Дракулы — он наказывает кнутом своего слугу.
Вернувшись домой, Симон советуется со священником (Майкл Гвенн) и, получив все необходимые знания о вампиризме, отправляется в замок. На священника тем временем нападают летучие мыши, и он погибает. Сара же бежит в замок Дракулы, где Пол уже обнаружил в подвале труп своего брата. Симону не удается вонзить осиновый кол в грудь графу, который поднимется из гроба и пытается высосать кровь у Сары. Клов преграждает ему путь. Дракула кусает его. Когда Дракула пытается убить Симона, его самого убивает разряд молнии. В пожаре рушится и замок Дракулы. Симону и Саре удаётся бежать.

## В ролях
- Кристофер Ли — граф Дракула
- Дженни Хэйнли — Сара Фрамзенс
- Боб Тодд — бургомистр
- Кристофер Мэттьюз — Пол
- Анушка Хемпель — Таня
- Патрик Траутон — Клов
- Дэннис Уотерман — Симон
- Майкл Гвенн — священник